# Atlantis (serie de televisión)
Atlantis es una serie de televisión británica creada y producida por Johnny Capps, Julian Murphy (ambos creadores de Merlín y Sugar Rush) y Howard Overman. Está basada en  mitos y leyendas griegos y se centra en las dificultades y problemas de su protagonista, Jason. Se emitió por primera vez en el Reino Unido el 28 de septiembre de 2013 y en Canadá el 12 de octubre de 2013. BBC America anunció que se estrenaría en Estados Unidos en otoño de 2013.

## Argumento
El joven Jason (Jack Donnelly) decide ir en busca del buque desaparecido de su padre en el océano, pero nada resulta a lo planeado y se encuentra varado en las costas de una tierra misteriosa en un mundo de criaturas míticas, oráculos y palacios tan grandes que se dice que fueron construidos por gigantes. Esta es la ciudad pérdida de la Atlántida, pero parece que el recién llegado Jason ha elegido un mal momento para llegar al reino, y pronto se encuentra a merced de un ritual del que no puede haber escapatoria.

## Producción
Anunciada el 11 de febrero de 2013, Atlantis fue creada para llenar el vacío dejado por Merlín (2008-2012), espectáculo creado y producido también por Johnny Capps y Julian Murphy. El trío va a producir la serie a través de su nueva compañía Urban Myth Films.
La serie se filma en Gales y en Marruecos. Una antigua cámara frigorífica de 155 000 pies cuadrados cerca de Chepstow fue convertida en un gran estudio de televisión para albergar los sets de filmación de Atlantis. El rodaje de la primera serie se inició el 1 de abril de 2013 y concluirá el 2 de noviembre de 2013.
El 22 de julio de 2013, BBC América anunció que Atlantis sería transmitida en Estados Unidos en el otoño de 2013 como parte del "Sábado Supernatural". El 26 de octubre de 2013, la BBC confirmó una segunda temporada para la serie.

## Elenco

### Elenco principal
- Jack Donnelly como Jasón: Un joven que ha estado buscando a su padre desaparecido en el océano durante 20 años sin ninguna respuesta. Llegó al reino de la Atlántida mediante un accidente de barco, allí conoce al joven Pitágoras, y se le dice que será el padre de una gran leyenda.
- Robert Emms como Pitágoras: El mejor amigo de Jasón desde su llegada a la Atlántida. Es pobre, inocente, ingenuo y con una mente brillante, siempre está dispuesto a ayudar en lo que pueda. Es compañero de cuarto con Hércules y ambos se vuelven amigos de Jason.
- Mark Addy como Hércules: Amigo y compañero de cuarto de Pitágoras y Jasón. Entusiasta y de corazón noble, está completamente enamorado de Medusa.
- Jemima Rooper como Medusa: Residente de la Atlántida y amada de Hércules.
- Juliet Stevenson como el Oráculo: Una figura celebrada y venerada, el Oráculo sabe muy bien el impacto que sus profecías pueden tener en los hombres.
- Sarah Parish como Pasífae: Como la esposa del rey, hay quienes dicen que Pasífae es el verdadero poder detrás del trono del reino. Mujer ambiciosa y fría, hará todo lo que este a su alcance para hacerse con el poder de la Atlántida.

### Elenco recurrente
- Alexander Siddig como Minos: Como rey de la Atlántida, Minos supervisa que la ciudad próspere y tiene un ejército poderoso.
- Aiysha Hart como Ariadna: Hija del rey Minos e hijastra de Pasífae. Es la heredera al trono, y se preocupa profundamente por la gente de la Atlántida y sus deberes sagrados para protegerlos.
- Joe Dixon como Ramos: General del Rey, es un guerrero curtido en la batalla que tiene el deber de proteger a la familia real.
- Ken Bones como Melas: Sumo sacerdote en el Templo de Poseidón, Melas es un aliado de confianza del Oráculo.
- Oliver Walker como Heptarión: Sobrino de Pasífae, antiguamente un pretendiente de Ariadna.